# Pseudococcus formicarius
Pseudococcus formicarius är en insektsart som först beskrevs av Robert Newstead 1900.  Pseudococcus formicarius ingår i släktet Pseudococcus och familjen ullsköldlöss. Inga underarter finns listade i Catalogue of Life.